# アイモ・ラハティ

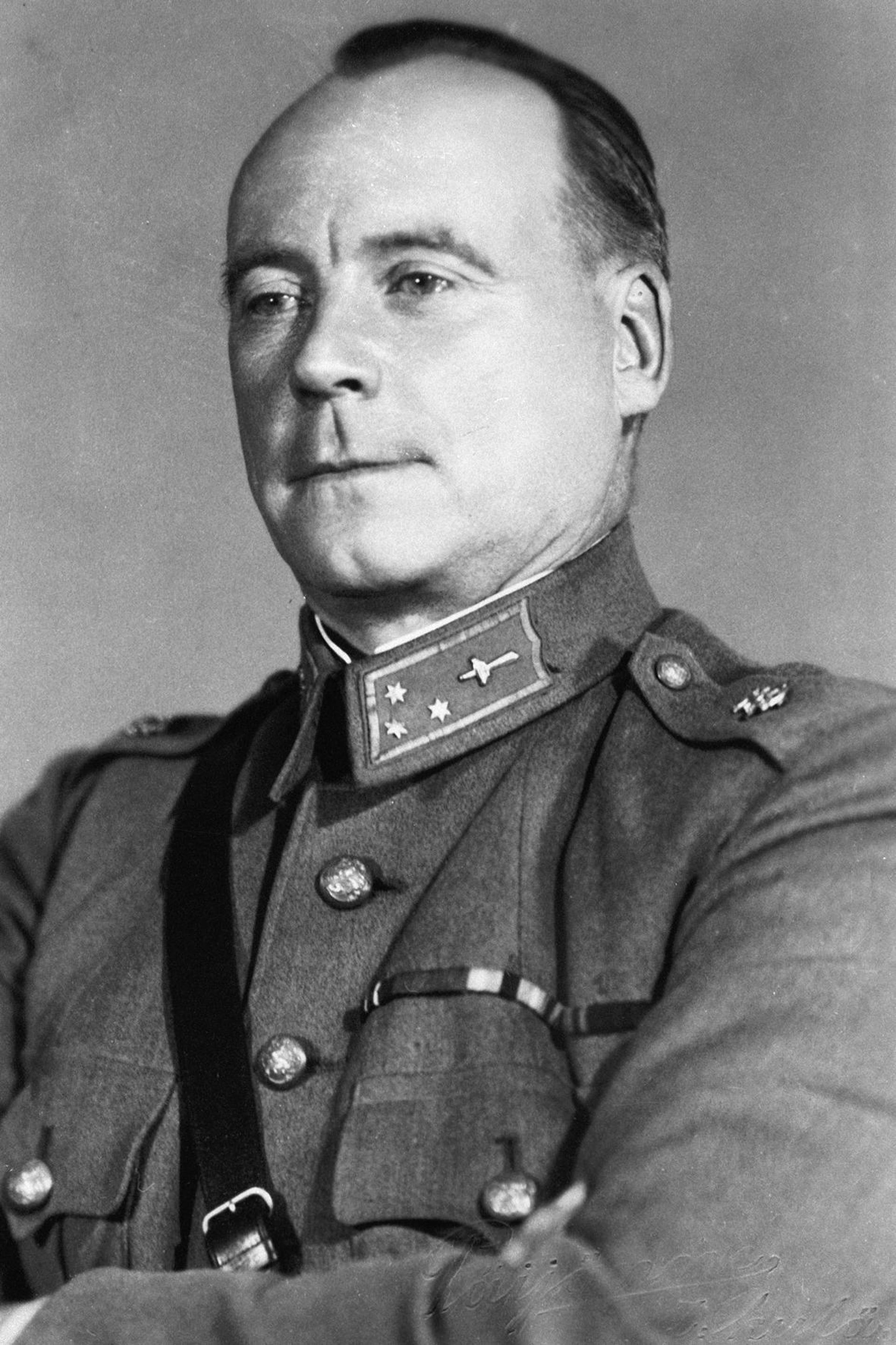
アイモ・ヨハンネス・ラハティ

アイモ・ヨハンネス・ラハティ（Aimo Johannes Lahti, 1896年4月28日 - 1970年4月19日）は、フィンランド軍の技術将校。20世紀全般にわたりフィンランド軍が使用する重火器の多くを設計、開発している。
日本では紹介時の誤表記が定着し通例「ラティ」、または英語読みで「ラーティ」と記述されている。
1922年にフィンランドでの短機関銃のプロトタイプであるスオミ KP/-22、KP/-26を開発。KP/-26はその後改良されフィンランド軍の代表的な短機関銃となったスオミ KP/-31へ発展している。その後ラティはティッカコスキ銃器工廠に対し、KP/-31の製造権を売却、同工廠では約80,000丁ものKP/-31が生産された。
1926年に入るとラハティは、フィンランド軍の技術将校であったアルヴォ・E・サロランタ中尉とともにラハティ/サロランタM1926軽機関銃を開発、もっともサロランタ中尉は初期の設計しか開発に関わっておらず、開発のほとんどはラハティが設計することとなった。後にラハティ/サロランタM1926軽機関銃はフィンランド軍で正式採用され軍では代表的な軽機関銃となった。
1931年に入ると、ラティはそれまでフィンランド軍では正式重機関銃であったマキシム重機関銃の欠点などの改良を行い、M32重機関銃として軍に正式採用されている。
その他にも拳銃ではラハティL-35、対戦車ライフルであるラハティL-39対戦車銃の設計も行い、後の冬戦争や継続戦争で活躍している。